# 宮野善治郎
宮野 善治郎（みやの ぜんじろう、1915年（大正4年）12月29日 - 1943年（昭和18年）6月16日）は、大日本帝国海軍の軍人、戦闘機搭乗員。
海兵65期。最終階級は海軍中佐。

## 生涯
大阪府に生まれる。中河内郡龍華尋常小学校(現・八尾市立龍華小学校)、旧制大阪府立八尾中学校（現・大阪府立八尾高等学校）を経て、1938年（昭和13年）に65期生として海軍兵学校を卒業した。
八尾中学は野球がさかんで、宮野の在校中に春4回、夏2回の甲子園出場を果たした。同期にはのちに読売巨人軍の初代永久欠番「4」となる黒澤俊夫などもいたが、宮野は家庭の事情でクラブ活動には参加できず、官費で学べる海軍兵学校をめざす。海軍士官を養成する海軍兵学校は当時、一高、陸軍士官学校と並んで最難関の一つといわれていた。一度めの受験で不合格。そこで近所の小学生に勉強を教えながら1年浪人し、二度めの受験でようやく合格した。同期生（クラスメートと呼ぶ）は198名だった。
1940年（昭和15年）4月、32期飛行学生を修了。1941年（昭和16年）に第十二航空隊に配属される。支那戦線に参戦も、空戦の機会はなかった。同年10月大尉に昇進。3空分隊長に就任する。太平洋戦争（大東亜戦争）開戦後は3空分隊長として比島・蘭印航空撃滅戦に参加した。1942年（昭和17年）4月、第六航空隊（後の第二〇四海軍航空隊）分隊長に就任する。同年6月、空母「隼鷹」に便乗して、ミッドウェー島攻略の陽動作戦であるアラスカ・ダッチハーバー攻撃に参加。帰還後、ニューブリテン島のラバウルに進出して、二〇四空（六空から改称）分隊長、飛行隊長となる。零戦に搭乗してラバウル海軍航空隊の一角を担ったが、1943年（昭和18年）6月16日にガダルカナル島上空の空戦で行方不明となり戦死と認定された。戦死後、全軍布告の上、2階級特進で海軍中佐となる。